# Kriegerdenkmal in Großjena

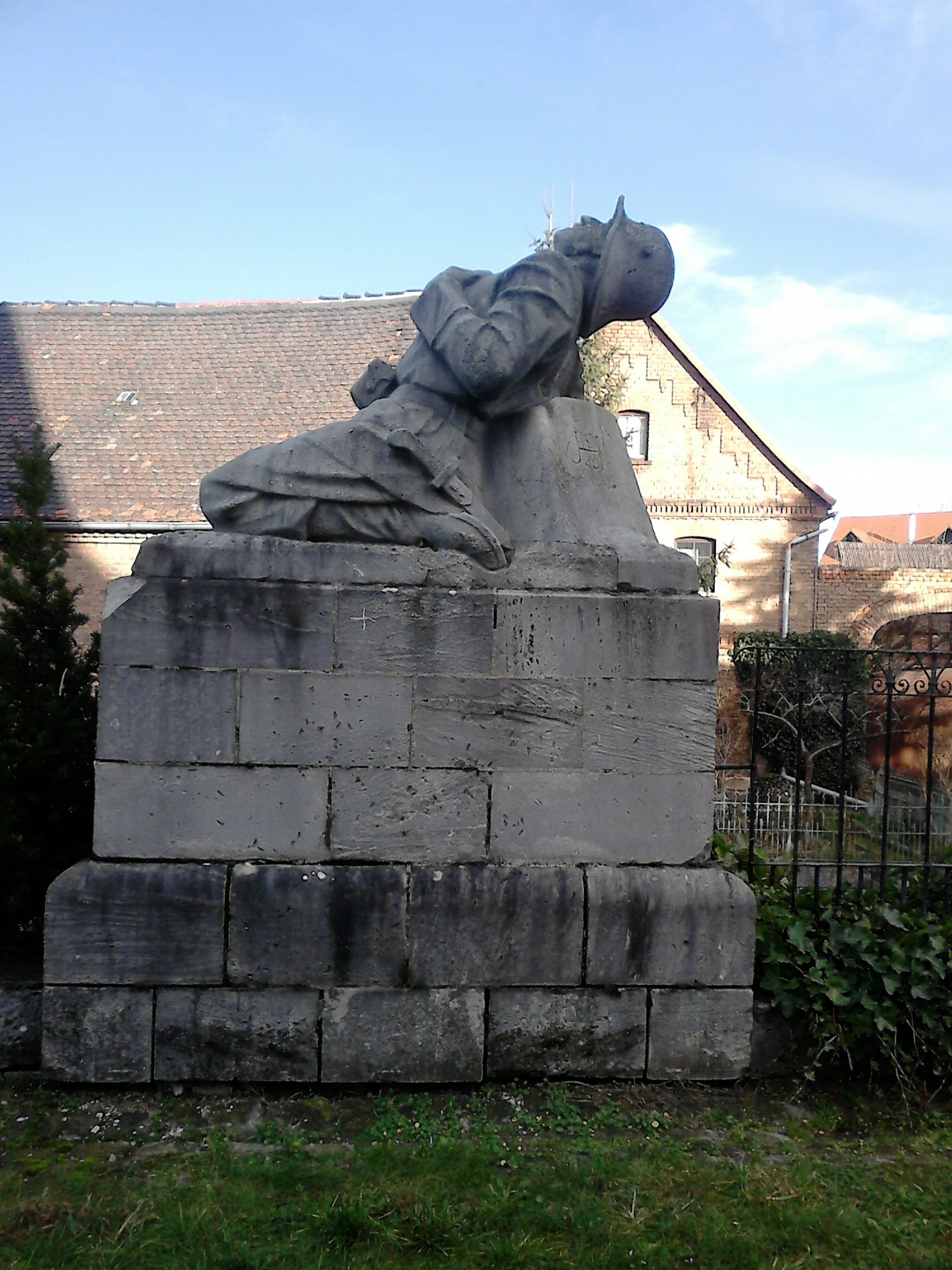
Kriegerdenkmal Friedhof Großjena

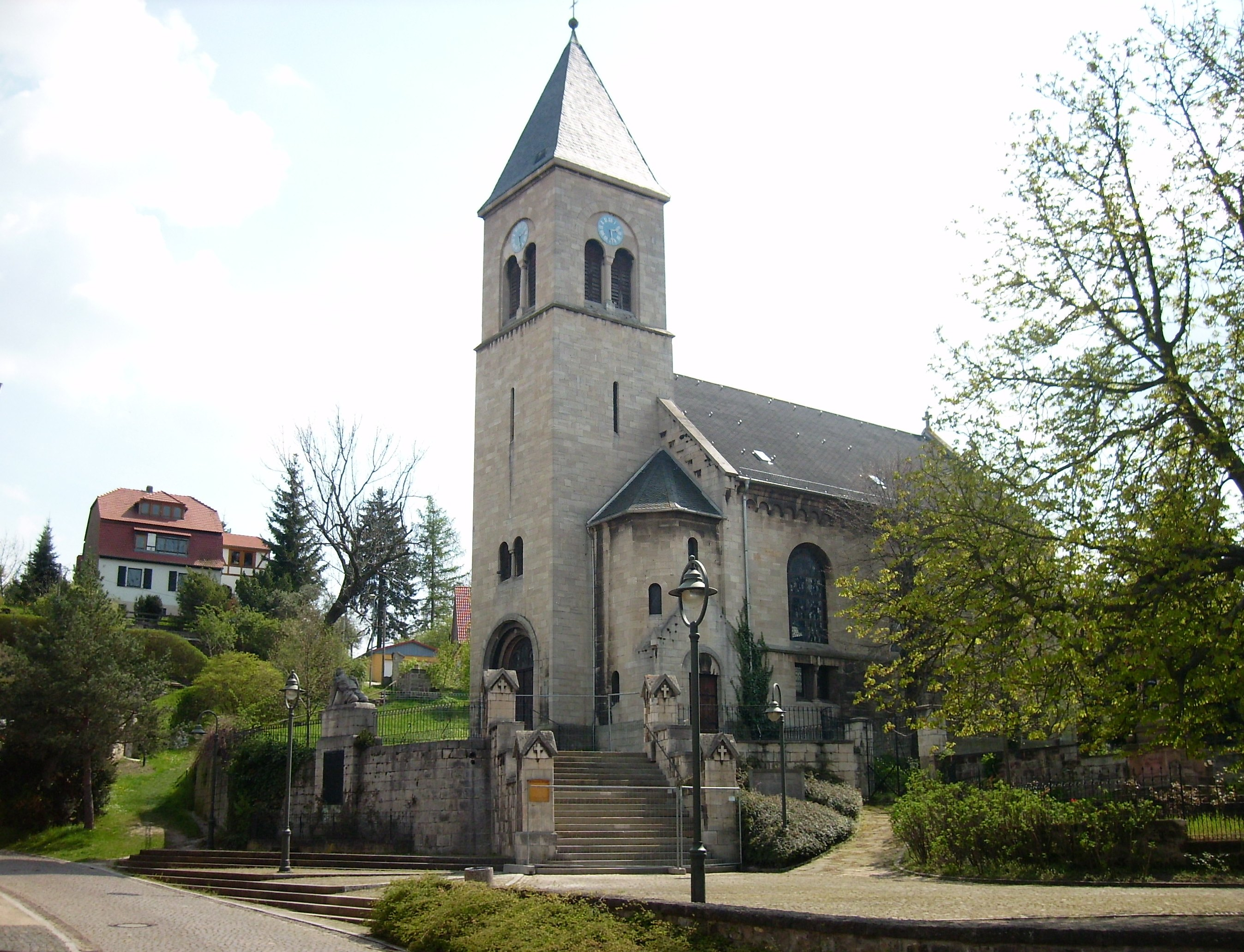
Dorfkirche von Großjena mit dem Kriegerdenkmal an der Friedhofsmauer

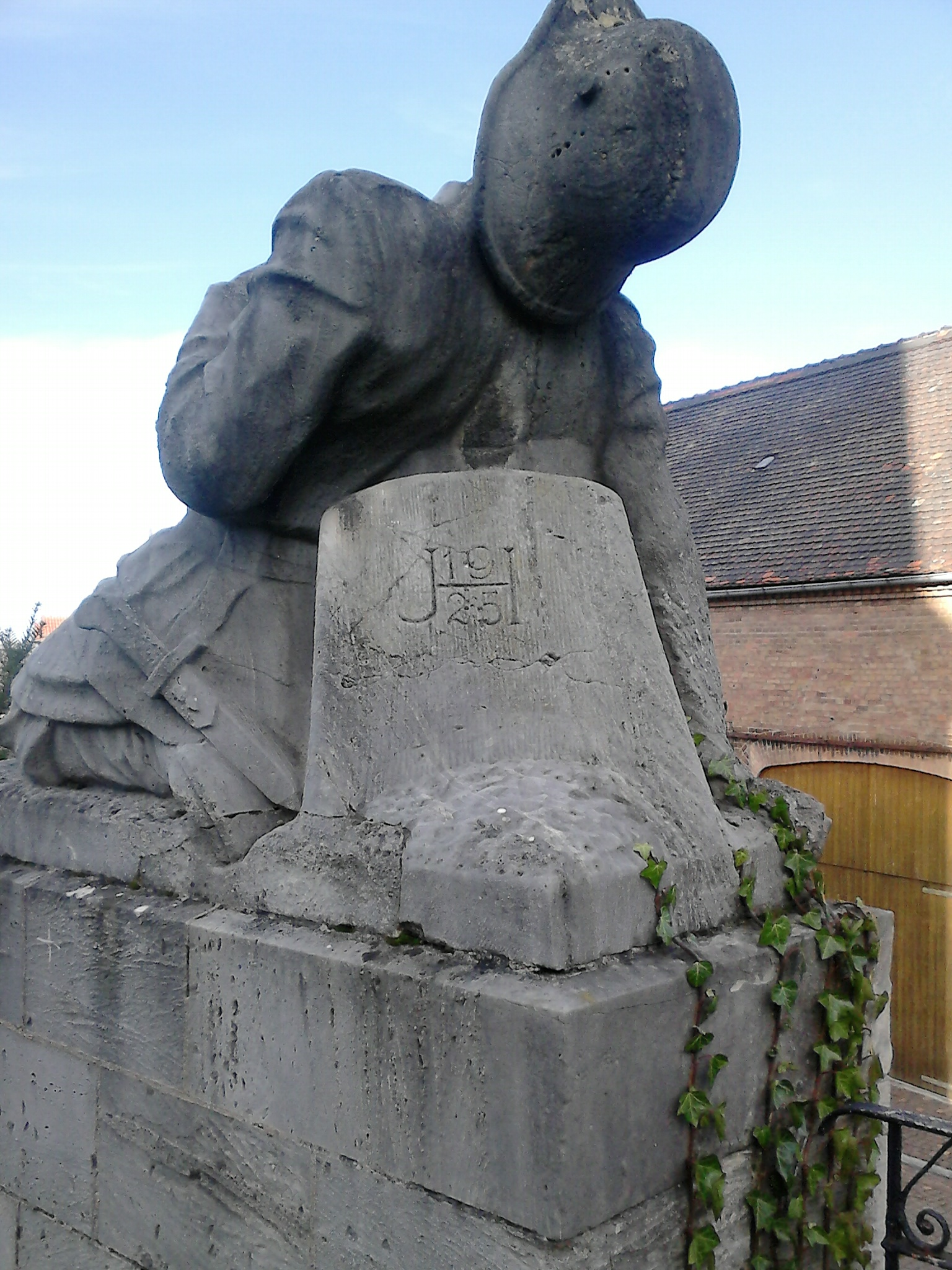
Kriegerdenkmal Friedhof Großjena mit Monogramm Johannes Hartmanns

In Großjena auf dem Kirchfriedhof befinden sich drei Kriegerdenkmale.
Das künstlerisch bedeutendste Kriegerdenkmal in Großjena bei Naumburg wurde am 5. Juli 1925 zum Gedenken der Opfer des Ersten Weltkrieges aus Großjena eingeweiht. Es ist mit dem Monogramm des Bildhauers Johannes Hartmann versehen und dem Jahr der Errichtung. Er schuf es zusammen mit dem  ebenfalls in Großjena ansässigen Hugo Hartung, der hierzu wohl den Entwurf beisteuerte.
Die Kirche bildet gewissermaßen den Hintergrund für das Kriegerdenkmal. An dem der Mauer eingefügten Postament ist eine bronzene Inschriftentafel mit den Namen der 27 Gefallenen aus dem Ort angebracht. Dargestellt ist ein Soldat in Uniform mit Stahlhelm und Seitengewehr, der ins Herz getroffen auf die Knie gesunken ist. Die Statue ruht auf einen zweistufigen gemauerten Postament, wobei die untere Stufe angefast ist. Das Denkmal ist zugleich auch eine Wandstelle, die der Außenmauer als Risalit vorgelagert ist. Das gesamte Denkmal besteht aus Freyburger Muschelkalk.

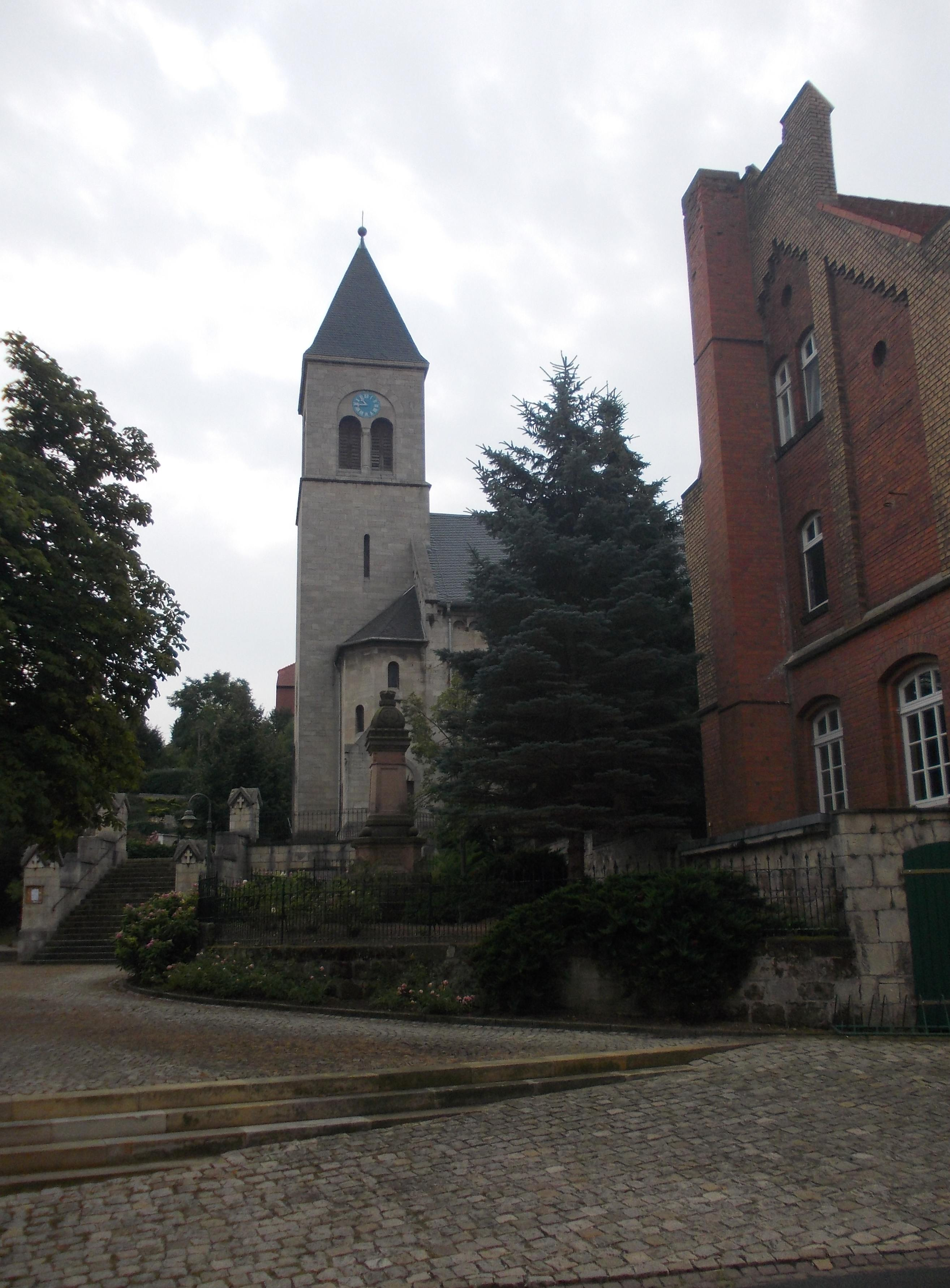
Kriegerdenkmal in Großjena für 1864/1870/71

Ein weiteres Kriegerdenkmal gestaltet als dreistufiger Obelisk in der Nähe des Eingangsbereiches zum Friedhof ist den Gefallenen der Einigungskriege von 1864–1870/71 gewidmet. An den Seiten befinden sich eine Widmung sowie die Namen der Teilnehmer der Kriege 1866–1870/71. Es bezieht sich auf die Schlachten von Düppel (Deutsch-Dänischer Krieg), Paris (Deutsch-Französischer Krieg) und Königgrätz (Deutsch-Österreichischer Krieg), wie an den auf den an den Ecken sich befindenden Schilden zu sehen ist. Gekrönt ist es durch die deutsche Kaiserkrone.
An einer weiteren Stelle der Friedhofsmauer befindet sich eine Gedenktafel mit den alphabetisch aufgeführten Namen der Gefallenen und Vermissten des Zweiten Weltkrieges. Das ist gewissermaßen das dritte Kriegerdenkmal auf dem Kirchfriedhof in Großjena.